# Mantallot
Mantallot (bretonisch: Mantallod) ist eine französische Gemeinde mit 234 Einwohnern (Stand 1. Januar 2022) im Département Côtes-d’Armor in der Region Bretagne. Sie gehört zum Arrondissement Lannion, zum Kanton Bégard und ist Mitglied des 2015 gegründeten Gemeindeverbands Lannion-Trégor Communauté. Die Bewohner nennen sich Mantallotois(es).

## Geografie
Mantallot liegt rund zwölf Kilometer (Luftlinie) ostsüdöstlich der Kleinstadt Lannion im Norden der Bretagne.   

## Bevölkerungsentwicklung
| Jahr                       | 1962 | 1968 | 1975 | 1982 | 1990 | 1999 | 2006 | 2014 |
| Einwohner                  | 175  | 148  | 144  | 132  | 163  | 171  | 165  | 228  |
| Quellen: Cassini und INSEE |      |      |      |      |      |      |      |      |

Die zunehmende Mechanisierung der Landwirtschaft und die zahlreichen Toten des Ersten Weltkriegs führten zu einem Absinken der Einwohnerzahlen bis auf die Tiefststände in neuerer Zeit. 

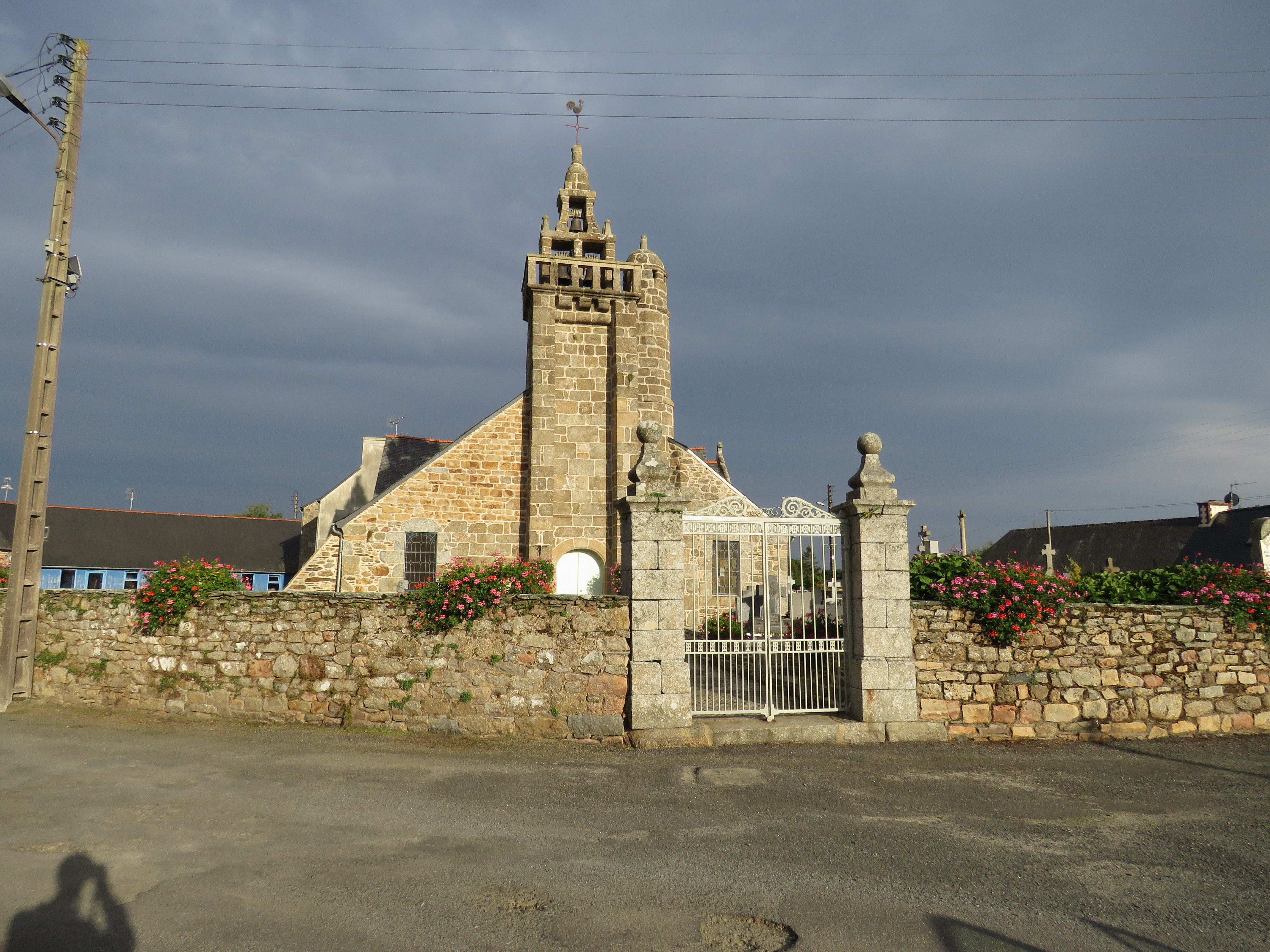
Kirche Saint-Médéric